# Гар (департамент)
Гар (фр. , окс. и кат. Gard) — департамент на юге Франции, один из департаментов региона Окситания. Своё название получил от реки Гардон, протекающей по его территории. Порядковый номер — 30. Административный центр — Ним. Население — 726 285 человек (33-е место среди департаментов, данные 2010 г.).

## География
Площадь территории — 5853 км².
Департамент включает 3 округа, 46 кантонов и 353 коммуны.

## История
В античности данная территория была хорошо освоена римлянами, здесь проходила дорога Виа Домициа.
Во время Великой французской революции Гар стал одним из первых 83 департаментов, образованных в марте 1790 года. Возник на территории бывшей провинции Лангедок. В XIX веке в Гаре работал палеографом Пьер Ламот, создавший «Описание Нимского собора».

## Палеонтология
В пещере Бом-Трокад (Baume Traucade) нашли скелет собаки, жившей около 16–15,3 тыс. лет назад.